# Mosiera cuspidata
Mosiera cuspidata är en myrtenväxtart som beskrevs av Salywon. Mosiera cuspidata ingår i släktet Mosiera och familjen myrtenväxter. Inga underarter finns listade i Catalogue of Life.